# Toxotes kimberleyensis
Toxotes kimberleyensis là một loài cá tô-xốt được tìm thấy ở khu vực Kimberley của Tây Úc. Nó được đặt tên lần đầu bởi nhà ngư học người Úc Gerald R. Allen vào năm 2004  và được biết đến với tên khác là Kimberley archerfish, largescale archerfish, hoặc western archerfish..

## Phân loại
Loài cá này phân bố ở khắp những vùng nước của Úc và Indonesia, bao gồm cả một lượng cá thể ở Tây Úc được xác định về mặt lịch sử là loài Toxotes oligolepis. Năm 1978, trong cuốn Review of the Archerfishes, nhà ngư học Gerald R. Allen đã đưa ra nhận định rằng "Có một khả năng rằng lượng cá thể này đại diện cho một loài rõ ràng nào đó". Năm 2001, hai loài này được so sánh với nhau và chúng khác nhau ở một vài chỗ như cơ thể khác nhau và chiều dài của gai ở vây lưng thì ngắn hơn. Tên của loài này là kimberleyensis được đặt dựa trên tên của vùng Kimberley.

## Mô tả
T. kimberleyensis có thể được xác định từ những cái vây của nó như năm cái gai và 11 đến 13 tia vây ở vây lưng, ba cái gai và 14 đến 16 tia vây của vây hậu môn và 12 đến 13 tia vây của vây ngực. Mỗi đường vảy thì có từ 28 đến 33 cái vảy và gần như không bị gãy khúc trừ khi nó đi qua vây ngực. Vây chậu thì ngắn.
T. kimberleyensis có thể đạt đến kích thước 12.6 xen-ti-mét (5.0 inch). Đầu và thân thì mềm với những cái vảy nhỏ và mịn nhưng có răng cưa. Nó có màu ánh bạc hoặc màu trắng ánh bạc và có đốm đen. Hai bên cơ thể thì có bốn đến năm sọc màu đen. Ở những cá thể nhỏ tuổi, vây thì trong hoặc là trong mở nhưng những cá thể trưởng thành thì có màu xám hoặc đen.

## Phân bố và tập tính
Chúng thường xuất hiện ở sông Fitzroy, nhưng nó cũng xuất hiện ở sông Isdell, sông Meda và sông May với lượng cá thể ít hơn nhiều. Dù những loài bà con của nó sống ở môi trường nước lợ và nước mặn, T. kimberleyensis chỉ sống ở môi trường nước ngọt.
Chúng thích những nơi nước sâu nhưng lại bơi ở gần mặt nước và bờ. Giống với nhiều loài cá tô-xốt, nó bắn nước từ miệng vào những con côn trùng đang đậu trên những phần nhô ra của thực vật.